# Arlindo de Carvalho
Arlindo Gomes de Carvalho (ur. 10 lutego 1945 w Alvaiázere) – portugalski polityk i menedżer, deputowany, w latach 1990–1993 minister zdrowia.

## Życiorys
Z wykształcenia socjolog, absolwent Instituto Superior de Ciências do Trabalho e da Empresa. Pracował zawodowo na stanowiskach menedżerskich i dyrektorskich w różnych przedsiębiorstwach, m.in. w Radiodifusão Portuguesa i TAP Air Portugal. Założył też prywatną firmę działającą na rynku nieruchomości.
W 1974 zaangażował się w działalność polityczną w ramach Partii Socjaldemokratycznej. W 1986 zasiadł w radzie miejskiej w Cascais. Był sekretarzem stanu do spraw ochrony socjalnej w drugim rządzie Aníbala Cavaco Silvy. W 1990 w tym samym gabinecie objął stanowisko ministra zdrowia, które zajmował również w trzecim rządzie lidera PSD. Zakończył urzędowanie w 1993. W międzyczasie uzyskał mandat posła do Zgromadzenia Republiki VI kadencji.
W późniejszych latach objęty postępowaniem karnym w sprawie dotyczącej nieprawidłowości w banku Banco Português de Negócios; w 2018 został skazany na karę sześciu lat pozbawienia wolności za defraudację i oszustwa podatkowe.